# Samovydavatel
Samovydavatel odpovídá anglickému self publisher, selfpublishingem se pak většinou označuje proces vydávání knih bez nakladatele, pouze vlastními prostředky a možnostmi. Jako český ekvivalent se nejčastěji uvádí „vydávání knih vlastním nákladem“. Kromě papírových knih může jít samozřejmě i o vlastní vydávání e-knih.
Tento způsob vydávání knih se v dnešní době stal poměrně velkým trendem. Funguje na velmi jednoduché myšlence - díky současnému vývoji technologií, odpadá nutnost přítomnosti vydavatele při vzniku a prodeji knihy. Autor tedy může nejen knihu napsat, ale také ji vydat a prodávat, pokud se nesetká s pochopením u nakladatelů, kteří nechtějí riskovat své prostředky pro danou knihu. Autor si text sám zpracuje do finální podoby v počítači, následně požádá o přidělení ISBN čísla národní registr ISBN, který v ČR spravuje Národní knihovna České republiky. Po přidělení čísla ISBN nechá knihu zhotovit v odpovídajícím počtu kusů a odešle pět povinných výtisků do knihoven s právem povinného výtisku. Dále má jako vydavatel nabídkovou povinnost, tj. oslovit přibližně 30 dalších, převážně krajských knihoven a nabídnout jim knihu ke koupi. Následně může knihu zadat do databází knih na internetu a pustit se do vlastní distribuce.
Samovydavatelé se obvykle starají o marketing své knihy, jejich tiskový partner jim poskytuje podporu. Naprostá většina děl se ale nesetkává s ohlasem, který samovydavatelé od trhu čekají. Nejlépe prodejné jsou faktografické publikace, studijní podpory, průvodci, nebo knihy z oborů, které nejsou na trhu dostatečně zastoupeny. Nejméně se naopak prodává poezie neznámých autorů. Pokud se autor rozhodne pro samovydavatelství, měl by již mít základ své čtenářské obce, například díky blogu na internetu.

## Vydávání papírových knih
Tento způsob je složitější a nákladnější. Existuje mnoho nakladatelství, která tyto služby poskytují. Autor je ale nucen zaplatit veškeré náklady spojené s „výrobou“ knihy. Počet takto vydaných výtisků je značně omezen, a to především financemi samotného autora. Nakladatelství jsou často schopná vytvořit grafickou podobu knihy a provést korekturu, ale za každou tuto službu navíc musí autor zaplatit. Velká a známá nakladatelství ale většinou self-publishing nepodporují. Autor se tedy musí zaměřit především na malá a specializovaná nakladatelství, popřípadě tiskárny, které vydávání vlastním nákladem umožňují.
Samovydavatelé často využívají služeb print on demand, kdy je tiskárna schopna zhotovit knihy na přesně daný počet - převážně v řádu desítek kusů. Tím se snižují autorovy finanční náklady na vydání knihy. Print on demand služby umějí následně knihy dotiskovat a uspokojovat tak poptávky na trhu. Většinou provozují vlastní e-shop, ze kterého knihy externím vydavatelům posílají. Ve světě nejznámějšími službami jsou iUniverse.com, Lulu.com, nebo Xlibris.com. V roce 2009 byla největším poskytovatelem této služby knihovnicka.cz, která umožňuje nejen tisk, ale i získání ISBN včetně zmíněných povinností.

## Vydávání elektronických knih
Vydávání e-knih je tímto způsobem mnohem jednodušší. Odpadají zde totiž veškeré náklady spojené s tiskem samotné knihy. Naopak vyvstávají nové překážky, které pro někoho mohou být fatální (např. konverze mezi různé formáty e-knih). Vydávání elektronických knížek vlastními silami je velmi specifický a jedinečný způsob, jak své dílo publikovat. Jde o trend posledních let, který zamotal hlavu jak mnoha nakladatelům, tak i samotným autorům.
E-knihy jsou mnohem častěji vydávány samotnými autory, než knihy papírové. Jsou autoři, kteří by svoji knihu nakladateli nesvěřili, všechna svá díla publikovali sami, a přesto zaznamenali úspěch. Často se jedná o autory specifických žánrů. Běžně si autora, který vydává nejprve sám, všimnou nakladatelé a jeho díla mu začnou vydávat pod svojí hlavičkou. Tento případ je například trilogie Fifty Shades of Grey od E. L. James, která nejprve byla publikována pouze na internetu. Dnes se však prodalo několik tisíců papírové podoby těchto knih.

## Výhody
Autoři nejčastěji uvádí jako největší výhodu především zisk. Pokud knihu vydává nakladatel, autor z každé knihy získá asi 10 %. Zatímco u self-publishingu to je rapidně víc a může se jednat i o 100% výdělek. Dalším častým důvodem, proč se autoři vydávají cestou self-publishingu je fakt, že vydavatelé nechtějí vydávat prvotiny. Kniha neznámého autora nedokáže navrátit náklady na její výrobu. Proto mnoho začínajících autorů přistupuje k tomuto způsobu jako jejich jediná možnost, jak publikovat svoji první knihu. Navíc se „samovydáváním“ přichází také možnost vydávat knihy krátké, například pouze jednu povídku, či aktualizaci.

## Nevýhody
Na autory jsou kladeny jiné nároky a do cesty se jim staví mnoho překážek, které při klasickém vydávání nemusí řešit. Autor musí především zvládnout celý životní cyklus tvorby knihy. Tedy ji napsat a následně provést jazykové korektury, editaci, sazbu, volbu formátů, grafiku a především marketing. Musí si ujasnit, zda hodlá knihu/e-knihu vytvořit celou sám, či raději si na některé úkoly někoho najme. Také se musí rozhodnout, kde knihu propagovat, zda prodávat, poskytovat zadarmo nebo ji raději svěřit vydavatelství, které podporuje nezávislé autory.
Marketing své vlastní knihy je (hned po napsání knihy) nejdůležitější část self-publishingu. Důležitost správné propagace nejlépe vystihuje citát Davida Carnoy: „… you can't sell a book if no one knows it exists.“ Autor by tedy měl odkazovat na knihu na Facebooku, Twitteru, Google+ a různých fórech. Nejlépe by měl mít své vlastní webové stránky, aby jeho knihy byly všechny na jednom místě. E-kniha musí být zkrátka viděna. Toto vše platí také pro klasické papírové knihy, u nich je ale marketing ještě o něco složitější.

## Budoucnost self-publishingu
Jako vše, i self-publishing se neustále vyvíjí. Někteří autoři přechází k self-publishingu, jiní naopak odcházejí. Self-publishing si získává stále více příznivců.[zdroj⁠?!] Jedná se ale o poměrně mladý trend, a proto je těžké odhadnout jeho vývoj.